# Psychopsis papilio
Espèce
Psychopsis papilio est une espèce de plantes à fleurs de la famille des Orchidaceae (les orchidées) et du genre Psychopsis originaire d'Amérique du Sud.

## Répartition
- Amérique du Sud
  - Nord du Brésil
  - Guyane française, Suriname, Venezuela
  - Colombie
- Caraïbes
  - Trinité-et-Tobago
- Amérique centrale
  - Panamá